# Diplocaulus
Diplocaulus is een geslacht van uitgestorven "amfibieën" (gewervelde landdieren met een zwemmende larvefase), behorend tot de Lepospondyli, nauw verwant aan Diploceraspis, die eenzelfde kop had. Diplocaulus leefde 260 miljoen jaar geleden tijdens het Vroeg-Perm in de moerassen van Noord-Amerika. Er zijn ten minste vijf soorten in het geslacht benoemd. Het was een tijdgenoot van Dimetrodon en Eryops.

## Naamgeving
De typesoort Diplocaulus salamandroides werd in 1877 benoemd door Edward Drinker Cope. De geslachtsnaam is afgeleid van het Grieks diplos, "dubbel" en kaulos, "steel", een verwijzing naar de dubbele tabulaire hoorns.

## Soorten
- D. salamandroides

D. salamandroides was de eerste Diplocaulus-soort die werd ontdekt. Overblijfselen van deze soort werden ontdekt in de buurt van Danville (Illinois) door William Gurley en J.C. Winslow, een paar lokale geologen. De fossielen werden later beschreven door de beroemde paleontoloog Edward Drinker Cope in 1877. Deze soort is alleen bekend van een klein aantal wervels die door Gurley en Winslow naar Cope zijn gestuurd, de syntypen FMNH UC 6513-16. Deze wervels werden genoteerd vanwege hun overeenkomsten met die van salamanders (vandaar de specifieke naam salamandroides,"gelijkend op een salamander"), hoewel Cope terughoudend was om ze naar een bekende groep te verwijzen. Een groot kaakbot met labyrinthodonte tanden werd geassocieerd met sommige van deze wervels, maar het was veel groter dan verwacht voor de wervels en behoorde waarschijnlijk tot Eryops of een andere grotere amfibie. D. salamandroides kon worden onderscheiden van D. magnicornis door zijn kleine omvang (van een vijfde tot een zesde de grootte van de laatste) en minder uitgesproken bijkomende gewrichtsuitsteeksels (destijds geïdentificeerd als zygosfeen-zygantrum-articulaties).
De rotsen waarin deze fossielen werden ontdekt, werden informeel aangeduid als de Clepsydrops-schalie, genoemd naar een lokaal geslacht van vroege synapsiden door Cope in 1865. De schalie werd aanvankelijk verondersteld afkomstig te zijn uit het Perm of Trias op basis van leeftijd over de vermeende aanwezigheid van fossielen van reptielen en longvissen. In 1878 had Cope besloten dat de vindplaats Permisch was. In 1908 merkte E.C. Case op dat de schalie ook resten van vissen bevat die afkomstig waren uit de late Carboon- en Onder-Perm-periode. Hij betoogde dat, hoewel de Clepsydrops-schalie van Illinois en de vergelijkbare rode bedden van Texas duidelijk werden gevormd na de belangrijkste koolstofhoudende steenkoolafzettingen, er onvoldoende bewijs was om ze uit te sluiten van de Carboonperiode zelf. Tegenwoordig worden de Clepsydropsschalie meestal toegewezen aan de formaties van McLeansboro of Mattoon. Fossielen van D. salamandroides zijn ook gevonden in Pennsylvania. Van deze formaties wordt nu aangenomen dat ze Missouriaans (Boven-Carboon) zijn in leeftijd.
- D. magnicornis

Deze soort, de "groothoorn", beschreven door Cope in 1882, is veruit het meest voorkomende en goed beschreven lid van het geslacht. D. magnicornis was de eerste soort bekend van meer dan wervels en het stelde Cope en andere paleontologen in staat om de aard van Diplocaulus te realiseren als een bizarre langhoornige batrachische amfibie. Veel van de moderne kennis over het geslacht is gebaseerd op deze soort, omdat het elke andere Diplocaulus overtreft met honderden exemplaren. Het lectotype is AMNH 4539. D. magnicornis had een brede verdeling in de tijd over de redbeds van Texas en Oklahoma.
- D. brevirostris

D. brevirostris, de "kortsnuit", was vergelijkbaar met D. magnicornis, hoewel het aanzienlijk zeldzamer was. Het wordt vertegenwoordigd door een klein aantal exemplaren gevonden in een vroege laag van de rode bedden in Texas, met name de Arroyoformatie van de Clear Fork Group. Deze soort kan worden onderscheiden van D. magnicornis door de veel kortere en bottere snuit vergeleken met de lengte van de schedel als geheel. Bovendien zijn de hoorns meer langwerpig, hebben de pariëtalen een convex bovenoppervlak en is de achterkant van de schedel sterker en gladder gebogen. Terwijl juveniele leden van D. magnicornis ook een soepel gebogen achterrand van de schedel hebben, zijn alle bekende D. brevirostris-exemplaren duidelijk volwassenen, zoals blijkt uit hun robuuste schedelversiering, lange hoorns en groot formaat. Daarom is deze eigenschap een legitiem onderscheidend kenmerk van volwassen exemplaren van deze soort. Het enige exemplaar dat bekend is van meer dan een schedel is het type exemplaar AM 4470, dat enkele wervels behoudt die vergelijkbaar zijn met die van D. primigenius. E.C. Olson, de oorspronkelijke beschrijver van de soort, suggereerde dat het verschillende habitats bezette dan D. magnicornis zoals bergstromen, wat de relatieve zeldzaamheid verklaart. Andere studies hebben echter gesuggereerd dat D. magnicornis in vergelijkbare omgevingen zou hebben geleefd, waardoor de hypothese van Olson ongeldig werd.
- D. recurvatus

Deze soort uit de Valeformatie van de redbeds in Texas, de "teruggebogene", werd in 1952 benoemd door Olson. Het holotype is FMNH UR19. Hij leek erg op D. magnicornis en bestond gedeeltelijk naast die soort in jongere lagen. Olson veronderstelde dat D. recurvatus mogelijk afstamt van een vroege stam van D. magnicornis. D. recurvatus verschilt van D. magnicornis in één specifieke eigenschap: de uiteinden van de hoorntjes in de tabular zijn gebogen. De punten zijn gebogen ten opzichte van de rest van de hoorns en lopen abrupt taps toe. Vergelijking met een groeireeks van D. magnicornis geeft aan dat D. recurvatus-specimina ontwikkelingsroutes hadden die significant verschilden van D. magnicornis. De lengte en breedte van de schedel lijken bijvoorbeeld omgekeerd evenredig te zijn in D. recurvatus en zijn rechtstreeks gecorreleerd in D. magnicornis. Bovendien ontwikkelt de insnoering in de hoorns van D. recurvatus zich in een gebied dat zou verbreden bij een volwassen D. magnicornis.
- D. minimus

D. minimus Dutuit 1988, de "kleinste", is een soort bekend van de Ikakernformatie in Marokko. Het holotype is MHHN ARG 501. Het had een ongewoon asymmetrische schedel, met de linkerhoorn lang en taps toelopend zoals bij andere soorten, maar de rechterhoorn veel korter en meer afgerond. Dit kenmerk was aanwezig in meerdere schedels die naar deze soort werden toegewezen, dus het is zeer onwaarschijnlijk dat dit het gevolg is van pletten of vervorming. Sommige studies hebben gesuggereerd dat deze soort nauwer verwant is aan Diploceraspis dan aan Diplocaulus magnicornus. Dit kan erop duiden dat Diplocaulus geen echt monofyletisch geslacht is, dat Diploceraspis een jonger synoniem is van het geslacht, of dat Diplocaulus minimus een verschillend geslacht vertegenwoordigt.
- Onzekere soorten
- D. limbatus, de "gerande", was de derde soort Diplocaulus die werd benoemd en bleef tot de jaren 1950 het op een na best bekende lid van het geslacht. Het werd beschreven door E.D Cope in 1895 op basis van verschillende onvolledige exemplaren gevonden in de redbeds van Texas. Het type-exemplaar was een slecht geconserveerde schedel en een gedeeltelijk skelet met de aanduiding AM 4471. Cope ontdekte dat de schedel van dit exemplaar kortere, dunnere hoorns had dan die van D. magnicornis, evenals een schijnbaar uniek kenmerk: een grote inkeping die het quadratojugale scheidt van de rest van de hoorn in het tabulare. E.C. Case gaf later extra onderscheid in een schedel die aan D. limbatus is toegewezen, waaronder gladdere randen aan de schedel, grotere ogen en meer puntige hoorns. Bijkomende D. limbatus-specimina, geprepareerd door Douthitt, hebben echter aangetoond dat veel van Case's identificaties onjuist waren en dat alleen de inkeping die door Cope werd geïdentificeerd, kon worden gebruikt om het te onderscheiden van D. magnicornis. In 1951 concludeerde E.C. Olson dat AM 4471 te slecht bewaard was om te onderscheiden van D. magnicornis en daarom wees hij D. limbatus aan als jonger synoniem van die soort. Hij analyseerde echter ook de voornoemde D. limbatus-schedel beschreven door Case, AM 4470, en ontdekte dat deze uniek genoeg was om te kwalificeren als het type-exemplaar van een nieuwe Diplocaulus-soort: D. brevirostris.
- D. copei en D. pusillus werden beide benoemd door de Duitse paleontoloog Ferdinand Broili in 1904. D. copei was bekend van drie Texaanse exemplaren, de syntypen BSM 1901 XV 44, 45, 47, die allemaal zwaar verpletterd en onvolledig waren. Broili beweerde dat deze soort uniek was vanwege zijn kleine formaat en hoorns die naar binnen buigen. E.C. Case kon echter geen manier vinden om onderscheid te maken tussen zijn exemplaren en die van D. magnicornis en D. limbatus en hij verwierp de soort als onbepaald, een beslissing gevolgd door latere bronnen. D. pusillus, de "piepkleine", bekend van een paar minuscule schedels gevonden in Texas en opgeslagen in het paleontologisch museum van München, is een meer controversiële soort. De schedels zijn onderscheidend in vergelijking met volwassen Diplocaulus-exemplaren van andere soorten en sommige vroege bronnen hebben getwijfeld aan hun toewijzing aan het geslacht. Deze bronnen uitten een mogelijkheid dat de schedels van een andere "amfibie" uit het gebied kwamen, zoals Trimerorhachis. In 1918 gebruikte S.W. Williston de D. pusillus-exemplaren als basis voor Platyops parvus, een nieuw geslacht van Diplocaulidus. In 1946 wijzigde E.C. Case de naam van Williston in Permoplatyops parvus, omdat de geslachtsnaam Platyops al in gebruik was. Hij bracht de mogelijkheid naar voren dat de schedels van een extreem jonge Diplocaulus waren en in reactie daarop wees Olson (1951) D. pusillus (en daarom Permoplatyops parvus) aan als synoniem van een van de andere Diplocaulus-soorten uit de redbeds, zoals D. magnicornis.
- D. primigenius, de "oeroude", werd beschreven in 1921 door M.G. Mehl, gebaseerd op een enkel exemplaar dat een schedel, schouderelementen en een reeks wervels bewaart, het holotype CNHM UC 564. De schedel was identiek aan die van D. magnicornis, maar de wervels waren eigenaardig. Ze waren behoorlijk vergroot, met name de neurale stekels die lange, ruwe structuren waren met een depressie in de hoogste mate. E.C. Olson (1951) merkte op dat de wervels vergelijkbaar waren met die van het holotype van D. brevirostris (AM 4470), maar ook dat de schedel veel meer verwant was aan D. magnicornis. Hoewel Olson besloot om D. primigenius synoniem te maken met D. magnicornis, merkte hij ook op dat het exemplaar een interessant raadsel bleef met implicaties voor de ontkoppeling tussen wervel- en schedelontwikkeling in Diplocaulus.
- D. parvus, "de kleine", in 1972 door E.C. Olson genoemd, werd aangewezen als een nieuwe soort zonder enige relatie met Permoplatyops parvus, die op dat moment werd behandeld als een synoniem van D. magnicornis. D. parvus is bekend van een enkel exemplaar van de Chickashaformatie van Oklahoma het holotype UCLA VP 3015. Het was over het algemeen erg vergelijkbaar met D. recurvatus, met name vanwege de kleinere omvang als geïsoleerde geografische locatie. Germain (2010) vond deze eigenschappen niet voldoende voldoende om het behoud van D. parvus los van D. recurvatus te rechtvaardigen. Het D. parvus-exemplaar is mogelijk het jongste Diplocaulus-fossiel dat uit Noord-Amerika is teruggevonden en is ongeveer 270 miljoen jaar oud.
- D. primus, "de eerste", is een hernoeming door Milnar van Peronedon primus Olson, 1970. Het holotype is FMNH UR 1234, en skelet gevonden in Oklahoma.

## Kenmerken
Diplocaulus had een gedrongen, salamanderachtig lichaam en was 60 tot 90 centimeter lang met een platte kop, kleine poten en een lange staart.
De meest onderscheidende kenmerken van dit geslacht en zijn naaste familieleden waren een paar lange uitsteeksels of hoorns aan de achterkant van de schedel, waardoor het hoofd een boemerang-achtige vorm kreeg. Het grootste deel van de buitenste/voorste rand van elke hoorn werd gevormd door het langwerpige, mesachtige squamosale bot. De achterrand van de schedel en de hoorns daarentegen werden gevormd door de postparietale botten, ook bekend als dermosupraoccipitalia in oudere publicaties. De primaire component van elke hoorn (inclusief de uiteinden) is echter een lang bot met een historisch controversiële identificatie. Veel vroege bronnen beschouwden het bot als een tabulare, wat in andere vroege tetrapoden een klein bot is dat aan de achterkant van de schedel ligt. Olson (1951) betwijfelde dit echter en voerde aan dat het contact van het bot met de pariëtalen de mogelijkheid uitsloot dat het een tabulare was. Hij beweerde dat het bot het supratemporale bot was, dat was vergroot en verschoven naar de achterste punt van de schedel. Beerbower (1963) ging in tegen de redenering van Olson door erop te wijzen dat Urocordylus, een watersalamander-achtige verwant van Diplocaulus, zowel een supratemporaal bot als een tabulair bot behield. Bij Urocordylus ligt het tabulare dichter bij de achterkant van de schedel en maakt zelfs contact met de pariëtalen, waardoor het hoofdpunt van Olson ongeldig wordt. Op basis van deze waarneming is het waarschijnlijker dat het primaire bot van de hoorns bij Diplocaulus een tabulare is. Veel studies (zelfs een latere publicatie van Olson) verwijzen nu naar diplocaulushoorns als tabulaire hoorns op basis van het argument van Beerbower. De hoorns waren nog niet aanwezig bij jonge dieren. Aangezien honderden fossiele exemplaren van Diplocaulus in alle stadia van groei zijn gevonden, was het mogelijk om na te gaan hoe de hoorns groeiden tijdens de rijping. Diplocaulus verschilde ook van andere Nectridea in die zin dat het een kortere staart en minder wervels had.

## Levenswijze
Diplocaulus was een bodemdier, dat leefde in moerassen, poelen en rivieren. Het dier voedde zich waarschijnlijk met vissen en waterinsecten.

## Vondsten
Fossielen werden gevonden in Noord-Amerika (Texas).

## Paleobiologie
Functie van de hoorns
Over het doel van deze hoorns zijn verschillende hypothesen gesteld. Een van de eerste suggesties van S.W. Williston in 1909 was dat ze externe kieuwen beschermden , maar in 1911 wees E.C. Case erop dat er weinig bewijs was voor dit idee. Een andere hypothese werd verschaft in een proefschrift, gepubliceerd door professor Herman Douthitt van de University of Kansas in 1917, dat zich volledig richtte op de anatomie van Diplocaulus. Douthitt beweerde dat de meest onbetwiste functie was dat de hoorns dienden als een tegengewicht om het zwaargebouwde voorste deel van het hoofd te compenseren dat anders moeilijk te tillen was. Hij merkte echter ook op dat dit waarschijnlijk niet hun primaire functie was en dat het mogelijk onaangepaste ontwikkelingen waren als gevolg van een interne metabole stoornis. Hierbij volgde hij de toen populaire, maar tegenwoordig geheel verlaten, leer van de orthogenetica. De functie van het DNA was hem nog onbekend.
In 1951 suggereerde E.C. Olson dat de hoorns huidflappen hadden kunnen ondersteunen die het dier konden helpen bij een glijdende of pijlstaartrogachtige voortbeweging. Hij gaf echter toe dat zijn suggestie volledig conjectureel was gezien als een gebrek aan bewijsmateriaal van zacht weefsel. Hij stelde ook kort andere mogelijke functies voor, zoals het gebruik van de brede kop als graafwerktuig of om aan roofdieren te ontsnappen of droogte te overleven. J.R. Beerbower deed de hypothese herleven dat de hoorns betrokken waren bij de ademhaling tijdens zijn beschrijving van Diploceraspis uit 1963, die nauw verwant was aan Diplocaulus. Zijn argument berustte op de mogelijkheid dat de hoorns operculumachtige verticale korven ondersteunden die externe of interne kieuwen beschermen. Een mogelijkheid is dat de vorm defensief was, omdat zelfs een groot roofdier moeite zou hebben om een wezen met zo'n breed hoofd in te slikken.
Een nieuwe hypothese voor de functie van de hoorns werd gepresenteerd door de Zuid-Afrikaanse paleontoloog Arthur Cruickshank en vloeistof dynamica-deskundige B.W. Scheef in een artikel uit 1980. Ze stelden voor dat de hoorns als een draagvleugelboot fungeerden, waardoor het dier gemakkelijker kon controleren hoe water over zijn kop stroomt. Tijdens hun onderzoek ontwikkelden Cruickshank & Skews een volledig model van de kop en een deel van het lichaam van een Diplocaulus, gemaakt van balsahout en boetseerklei. Het model werd in een windtunnel geplaatst en onderworpen aan verschillende tests om de weerstand, lift en andere krachten die het hoofd ondervond in verschillende situaties te bepalen.
De resultaten toonden aan dat de hoorns een aanzienlijke lift genereerden, waardoor het dier vrij snel en gemakkelijk in de waterkolom van een rivier of beek had kunnen stijgen. Lift was aanwezig wanneer de kop evenwijdig was aan de stroming van water (gemodelleerd door lucht), met lift toenemend bij een hogere aanvalshoek (hoek boven de horizontaal) en alleen dalend wanneer de kop een hoge stalhoek van tweeëntwintig graden bereikte. Hef- en pitchmoment werden geminimaliseerd op anderhalf graden onder het horizontale vlak, wat de natuurlijke rusthoek van het hoofd kan zijn geweest.
Toen de "muil" van het model werd geopend, werd de lift nauwelijks beïnvloed, nam het pitching-moment af en nam de weerstand slechts licht toe. Dit geeft aan dat Diplocaulus niet ernstig benadeeld zou zijn als ze ervoor kozen prooidieren aan te vallen terwijl ze door het water opstegen. Cruickshank & Skews lijmden ook talloze kleine bollen aan het model om te testen hoe een onregelmatige textuur de mechanica van het hoofd zou beïnvloeden. De zeer onregelmatige bollen verminderden de lift drastisch en verhoogden de weerstand, maar toen ze werden afgewreven (waardoor alleen de enigszins onregelmatige lijmlaag achterbleef), was de enige belangrijke vermindering van de aerodynamische kwaliteit (in vergelijking met het gladde model) dat de hoek verminderde tot zestien graden. De studie onderzocht ook de hydrodynamica van Diploceraspis, die geen hoek had aan de onderkant van de hoorns die wel aanwezig was bij Diplocaulus. Toen de hoek uit het gladde model werd verwijderd, begonnen de resulterende liftkrachten te worden gegenereerd onder een lagere hoek, zes graden onder het horizontale in plaats van anderhalf. Dit kan erop duiden dat Diploceraspis beter was aangepast voor langzamere stromen, waarbij onmiddellijke lift werd geprioriteerd boven de meer geleidelijke lift die werd gecreëerd door het Diplocaulus-model, dat zou hebben kunnen profiteren van een snellere stroom.

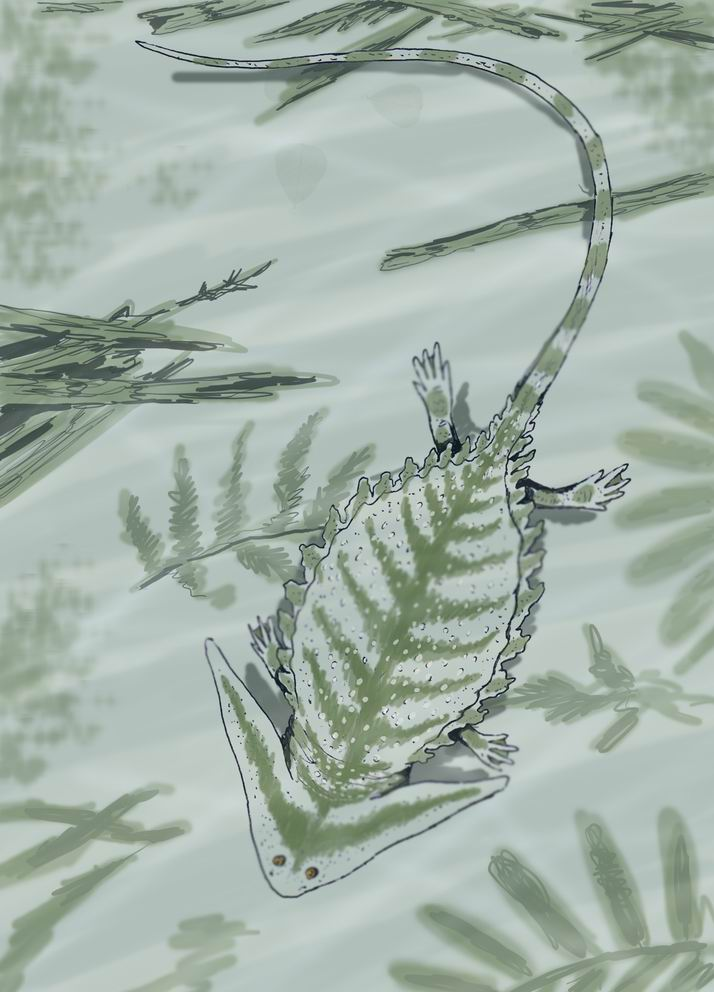
Diplocaulus van boven.
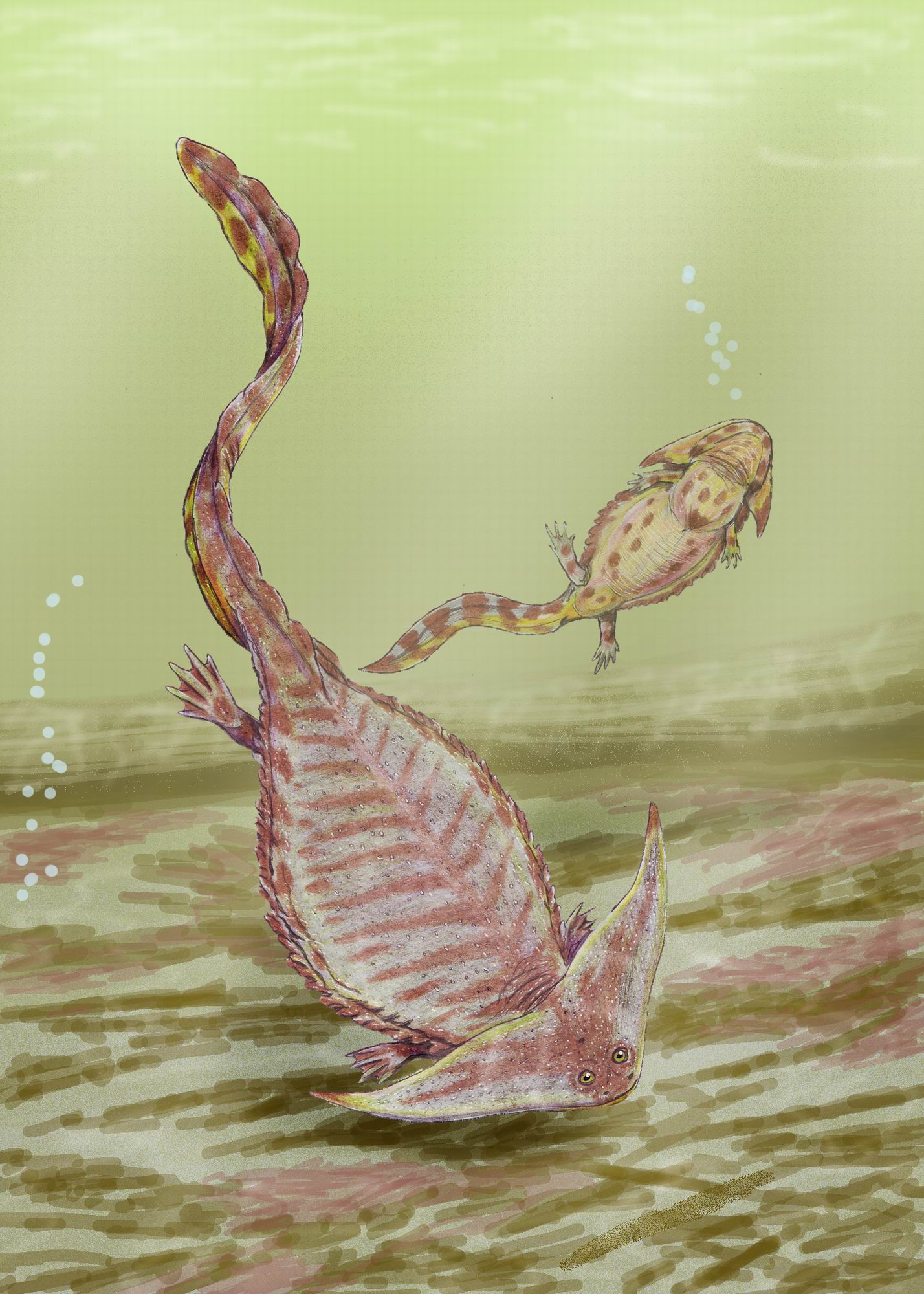
Diplocaulus zoekt naar voedsel in de modder.